# Cagiva Elefant
La Cagiva Elefant è una motocicletta da Deserto-stradale ossia capace d'andare su terreni sabbiosi come sull'asfalto, venne prodotta in varie cilindrate, da 125, 200, 350, 650, 750 e 900 cm³. I due modelli più piccoli furono prodotti con motori a due tempi, mentre gli altri con motori bicilindrici a quattro tempi.

## Elefant 125
Nacque nel 1984 e prodotta fino al 1990 in diverse varianti.
La prima serie, Elefant e Elefant 2, prodotta dal 1984 al 1985 sfrutta come base la Cagiva Aletta Rossa, ma essendo un modello da Dakar, ricalcava le forme dell'Elefant 750 che correva nella Dakar e a differenza dell'Aletta rossa aveva il serbatoio più capiente e differenti colorazioni.
Per quanto riguarda la ciclistica la moto aveva esattamente come l'Aletta rossa il raffreddamento a liquido, il monoammortizzatore posteriore, il miscelatore, l'aspirazione lamellare e il freno a disco anteriore con pinza a pistoncino singolo, questa serie viene sostituita dalla Cagiva Cruiser.
La Elefantre prodotta dal 1986 fino al 1988, si differenzia dalla precedente, perché utilizza delle nuove forcelle che hanno il perno ruota in avanzato e non in asse, il cupolino è più grande e acquisisce la visiera, le carenature laterali dei radiatori diventano più grandi e la sella diventa più corta, coprendo meno il serbatoio.

## Elefant 200
Questo modello dell'Elefant non fu molto apprezzato, per via della sua cilindrata inusuale e per via della sua struttura, pressoché identica a quella dell'Elefant 125, infatti i due modelli differiscono solo per la cilindrata e la forcella, a perno in asse nella versione 125, a perno arretrato nella versione 200, per questo venne prodotta solo dal 1985 al 1986.
Costituita da un motore con raffreddamento a liquido e aspirazione tramite un sistema lamellare e alimentata a carburatore, era dotata di una discreta coppia ai bassi regimi e 6 marce. Il carburatore era un Dell'Orto classico mentre il sistema di lubrificazione era dotato di una pompa di iniezione collegata al carburatore. L'avviamento era sia elettrico che a pedale mentre la trasmissione era a catena "Regina" con parastrappi. La moto si presentava stabile e dotata di ampio serbatoio di rifornimento (15,5 litri) nonché freno anteriore a disco e posteriore a tamburo.

## Elefant 350
Questo modello fu prodotto dal 1985 al 1989, venne un po' meglio apprezzato rispetto all'Elefant 200, ma anche questo modello risulta per molti essere pesante e non molto performante, l'avviamento era sia a pedale e sia elettrico tramite motorino d'avviamento, la linea con il parafango alto tipo Cross non è molto ben vista.
Comunque tutto ciò non toglie che sia una moto dall'elevate caratteristiche tecniche, dove i vari componenti come il motore bicilindrico Ducati desmo, il monoammortizzatore Öhlins, le forcelle Marzocchi e l'impianto frenante Brembo, sono derivati dal modello 650 e 750.

## Elefant 650

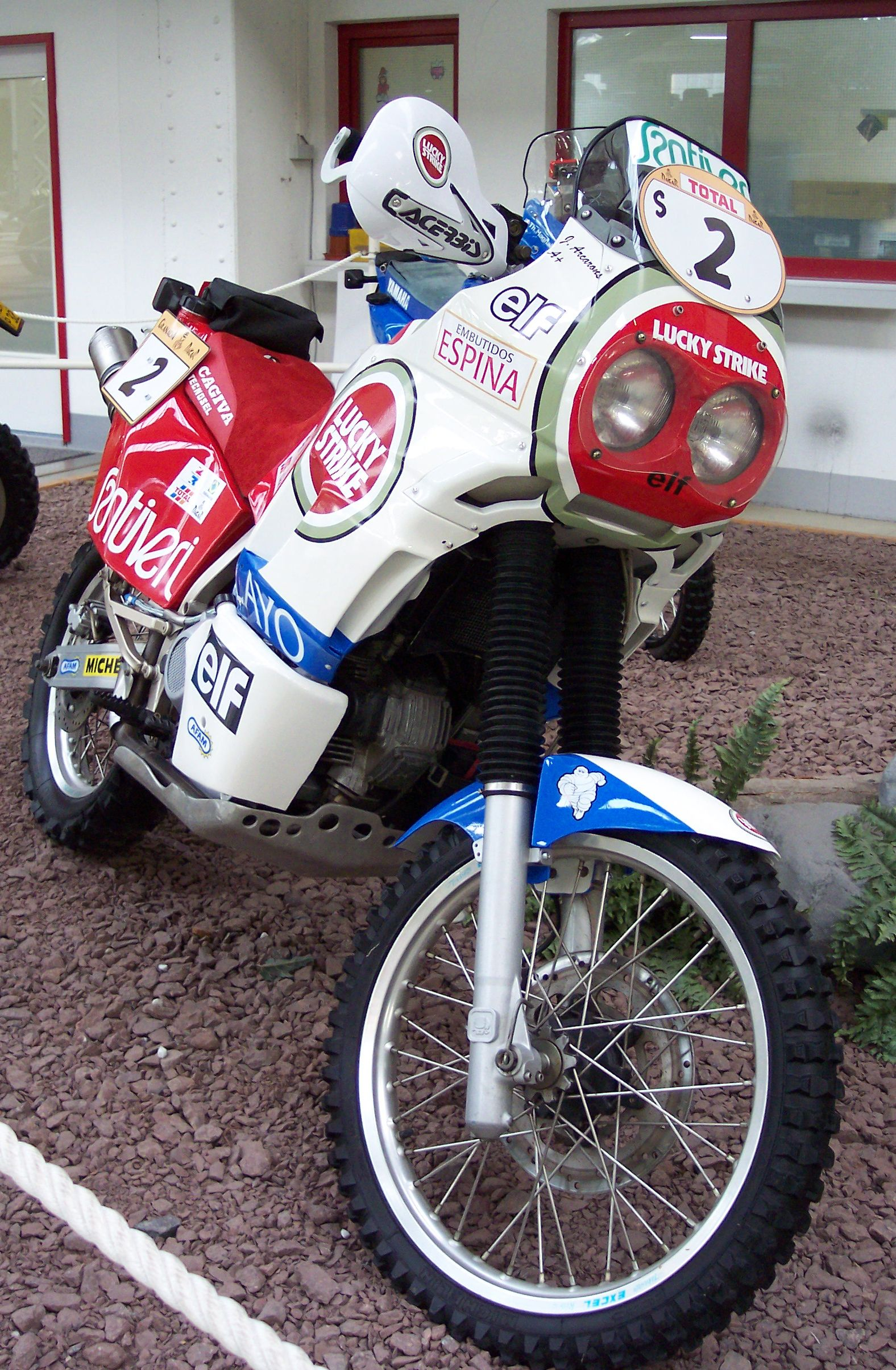
Cagiva Elefant 750 Dakar (serie 1994-1997)

Questo modello venne come per il 350 prodotto dal 1985 al 1989, i problemi riscontrati erano praticamente gli stessi della versione 350, ma qui si accusava meno la ridotta potenza, l'avviamento era sia a pedale e sia elettrico tramite motorino d'avviamento, questo modello come la 350 ha il parafango alto tipo Cross e anche in questo modello non è molto ben visto e stona con la moto.
Un successo che non rispecchia il reale valore della moto munita di motore derivato dal classico bicilindrico Ducati desmo, al quale, per adattarlo all'architettura enduro della moto, venne ruotato di 180° il cilindro posteriore così da poter collocare entrambi i carburatori all'interno della V di 90° del motore. La versione 650 disponeva anche di un piccolo radiatore olio; le Elefant inoltre sfoggiavano il monoammortizzatore Öhlins, le forcelle Marzocchi e l'impianto frenante Brembo.
La Cagiva nel 1986 realizzò 9 esemplari in versione Frecce Tricolori per il 25º anniversario della pattuglia acrobatica nazionale che furono dedicate ai piloti della stessa. Si distinguevano per le grafiche, che su entrambi i lati del serbatoio riportavano il logo "25° Frecce Tricolori" e, posizionata sopra, la scritta: "Cagiva for".

## Elefant 750

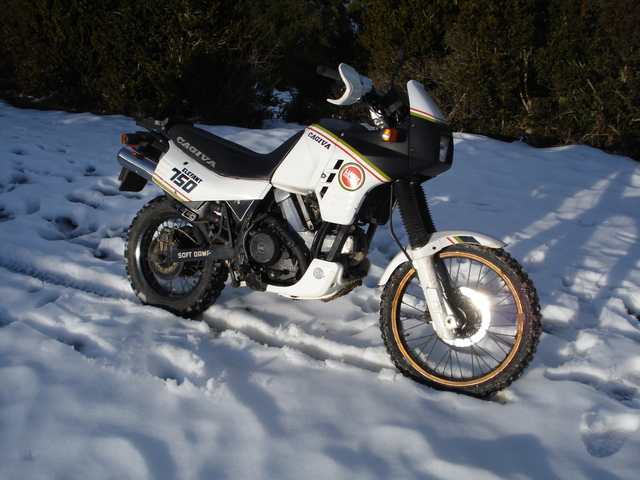
Cagiva Elefant 750 prima serie (1987)

Questo modello dell'Elefant venne prodotta in una prima versione dal 1987 al 1990, ed una seconda dal 1994 al 1997, questo modello risultava essere tra i più apprezzati per il suo giusto rapporto peso potenza e riscosse un discreto successo, grazie anche alla linea rinnovata e con quel parafango basso come le moto stradali e dall'adozione del doppio faro dal 1988 in poi.

## Elefant 900

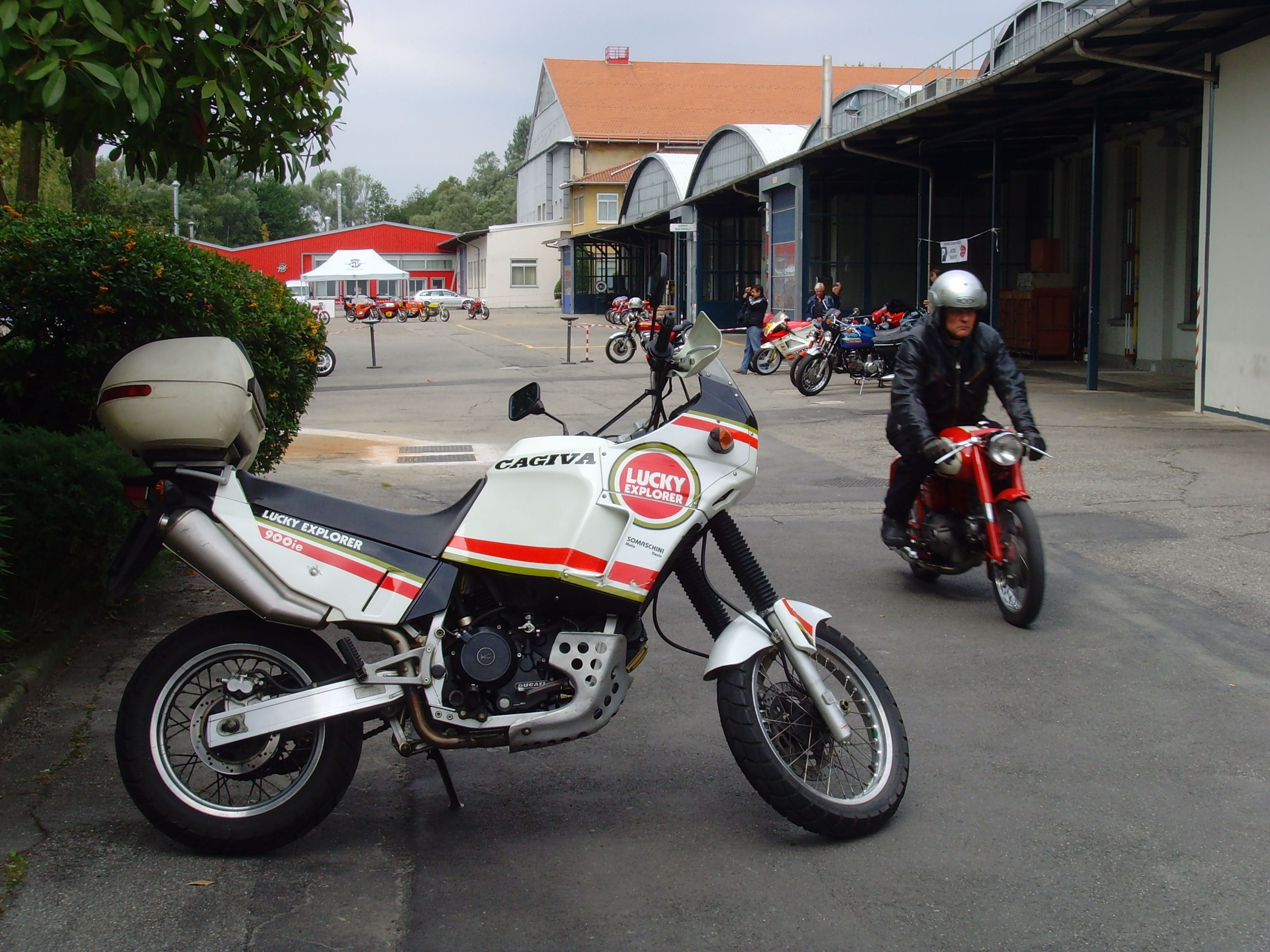
Cagiva Elefant 900 1992

Questo modello è un progetto completamente nuovo rispetto alla precedente Elefant 750. Venne prodotta in due serie distinte, la prima dal 1990 al 1992, la seconda dal 1993 al 1996. Nel 1990 nasce in serie limitata a 1 000 esemplari la Elefant 900 IE con livrea Lucky Explorer: ha il motore 904 cm³ derivato dalla Ducati 900SS, con cambio a 5 marce e iniezione elettronica Weber-Marelli: la moto è equipaggiata della miglior componentistica allora presente sul mercato, come il monoammortizzatore Ohlins ed i freni Nissin. Presentava a corredo una targhetta portachiavi in argento con il numero progressivo e firmata da Edi Orioli. Ora è rara e ricercata dai collezionisti per la sua esclusività.
Nel 1992 questa maxienduro sportiva è adattata leggermente ad usi turistici ed è allestita la versione GT, che si differenzia dalla Lucky Explorer per la più sobria livrea grigia metallizzata e per l'adozione di una forcella tradizionale Marzocchi Magnum con steli da 45 mm al posto della precedente Marzocchi con steli da 42,7 mm e per il cambio che ora guadagna la 6° marcia.

Nel 1993 il progetto Elefant 900 è rivisto in modo sostanziale ed entra in produzione la 900 AC a carburatori, che rispetto alla precedente IE ha dei costi di produzione e di vendita inferiori che contribuiranno al successo nelle vendite. Rispetto alle versioni ad Iniezione, la nuova Elefant AC presenta una serie di modifiche sostanziali: il motore è il nuovo 904, con frizione "spinta" (con comando della frizione passante all'interno dell'albero primario del cambio) e cambio a sei rapporti. Con l'adozione dei carburatori a depressione Mikuni BST38, il carattere già poco mansueto del desmodue si acutizza e così si opta per delle testate con diagramma di distribuzione meno spinto: il diametro delle valvole di aspirazione scende da 43 a 41 mm e quelle di scarico passano da 41 a 39 mm. Anche la fasatura degli alberi a camme è meno spinta e sarà poi adottata sulla seconda serie della Ducati M900.
Sotto il profilo ciclistico, la 900 AC subisce alcuni importanti aggiornamenti: il pregiato ammortizzatore Ohlins, con comando di precarico idraulico della molla, cede il posto ad un più economico Boge, mentre all'anteriore la forcella Marzocchi Magnum da 45 mm cede il posto alla Showa USD con steli da 45. Anche l'impianto frenante viene modificato: l'impianto a disco singolo anteriore da 296 mm della IE cede il posto al doppio disco da 282 mm della AC: le pinze non sono più le costose Nissin ma si impiegano delle sempre ottime Brembo flottanti da due pistoncini. Nella marmitta, immutata esteriormente, è inserito un catalizzatore retrofit.
Questa Elefant, con modifiche minime nel corso degli anni, sarà prodotta fino al 1996, quando cederà il posto alla Cagiva Gran Canyon e dal 1994 ne sarà derivata la terza serie della Elefant 750, uguale in tutto alla 900 fatta eccezione per la forcella tradizionale Marzocchi (uguale a quella della 900 IE GT), e dell'impianto frenante, ancora a disco singolo e con pinze Nissin.
Dal 1994 inoltre, visti i variati regolamenti della Parigi Dakar, il team CH Racing, che da sempre cura le elefant da gara, allestirà su questa base ed in varie versioni, la 944 Marathon: rispetto alle precedenti Elefant ufficiali, questa è una moto veramente derivata dalla serie e vincerà la seconda Parigi Dakar di Cagiva, sempre con Edi Orioli nel 1994.

## Elefant Marathon
Prodotta nel 1994 con un motore da 944 cm³, munito di carburatori Keihin FCR, raffreddato ad aria-olio, con potenza di 75 CV a 5 000 rpm e coppia 7,20kgm a 5 000 rpm utilizzava delle forcelle Marzocchi Magnum da 45 mm con corsa da 290 mm, al forcellone si aveva l'Öhlins, le ruote erano 90x90x21" e 140x90x18".

## Caratteristiche tecniche
| Caratteristiche tecniche - Cagiva Elefantre 125 | Caratteristiche tecniche - Cagiva Elefantre 125                                                    | Caratteristiche tecniche - Cagiva Elefantre 125                                                    | Caratteristiche tecniche - Cagiva Elefantre 125 | Caratteristiche tecniche - Cagiva Elefantre 125 | Caratteristiche tecniche - Cagiva Elefantre 125 |
| Dimensioni e pesi                               | Dimensioni e pesi                                                                                  | Dimensioni e pesi                                                                                  | Dimensioni e pesi | Dimensioni e pesi | Dimensioni e pesi |
| ----------------------------------------------- | -------------------------------------------------------------------------------------------------- | -------------------------------------------------------------------------------------------------- | --- | --- | --- |
| Ingombri (lungh.×largh.×alt.)                   | 2140 × 830 × 1350 mm                                                                               | 2140 × 830 × 1350 mm                                                                               | 2140 × 830 × 1350 mm | 2140 × 830 × 1350 mm | 2140 × 830 × 1350 mm |
| Altezze                                         | Sella: 900 mm - Minima da terra: 280 mm                                                            | Sella: 900 mm - Minima da terra: 280 mm                                                            | Sella: 900 mm - Minima da terra: 280 mm | Sella: 900 mm - Minima da terra: 280 mm | Sella: 900 mm - Minima da terra: 280 mm |
| Interasse: 1385 mm                              | Interasse: 1385 mm                                                                                 | Massa a vuoto: 125 kg, in ordine di marcia 140 kg                                                  | Massa a vuoto: 125 kg, in ordine di marcia 140 kg | Serbatoio: 14 litri | Serbatoio: 14 litri |
| Meccanica                                       | | | | | |
| Tipo motore: monocilindrico, a 2 tempi          | Tipo motore: monocilindrico, a 2 tempi                                                             | Tipo motore: monocilindrico, a 2 tempi                                                             | Tipo motore: monocilindrico, a 2 tempi | Raffreddamento: a liquido | Raffreddamento: a liquido |
| Cilindrata                                      | 124,64 cm³ (Alesaggio 56,0 × Corsa 50,6 mm)                                                        | 124,64 cm³ (Alesaggio 56,0 × Corsa 50,6 mm)                                                        | 124,64 cm³ (Alesaggio 56,0 × Corsa 50,6 mm) | 124,64 cm³ (Alesaggio 56,0 × Corsa 50,6 mm) | 124,64 cm³ (Alesaggio 56,0 × Corsa 50,6 mm) |
| Distribuzione: lamellare                        | Distribuzione: lamellare                                                                           | Distribuzione: lamellare                                                                           | Alimentazione: Carburatore Dell'Orto PHBL 24 BD | Alimentazione: Carburatore Dell'Orto PHBL 24 BD | Alimentazione: Carburatore Dell'Orto PHBL 24 BD |
| Potenza: 19,5 cv a 8.250 rpm                    | Potenza: 19,5 cv a 8.250 rpm                                                                       | Coppia: 1,65 kg m a 7.250 rpm                                                                      | Coppia: 1,65 kg m a 7.250 rpm | Rapporto di compressione: 12,9:1 | Rapporto di compressione: 12,9:1 |
| Frizione: multidisco in bagno d'olio            | Frizione: multidisco in bagno d'olio                                                               | Frizione: multidisco in bagno d'olio                                                               | Cambio: sequenziale a 6 marce (sempre in presa) 1°: 11/34 (3,090) 2°: 14/27 (1,929) 3°: 19/26 (1,368) 4°: 21/23 (1,095) 5°: 23/22 (0,956) 6°: 25/21 (0,85) | Cambio: sequenziale a 6 marce (sempre in presa) 1°: 11/34 (3,090) 2°: 14/27 (1,929) 3°: 19/26 (1,368) 4°: 21/23 (1,095) 5°: 23/22 (0,956) 6°: 25/21 (0,85) | Cambio: sequenziale a 6 marce (sempre in presa) 1°: 11/34 (3,090) 2°: 14/27 (1,929) 3°: 19/26 (1,368) 4°: 21/23 (1,095) 5°: 23/22 (0,956) 6°: 25/21 (0,85) |
| Accensione                                      | elettronica CDI                                                                                    | elettronica CDI                                                                                    | elettronica CDI | elettronica CDI | elettronica CDI |
| Trasmissione                                    | primaria a ingranaggi; secondaria a catena 16/45 (2,813)                                           | primaria a ingranaggi; secondaria a catena 16/45 (2,813)                                           | primaria a ingranaggi; secondaria a catena 16/45 (2,813)                                                                                                   | primaria a ingranaggi; secondaria a catena 16/45 (2,813)                                                                                                   | primaria a ingranaggi; secondaria a catena 16/45 (2,813)                                                                                                   |
| Avviamento                                      | elettrico e a pedale                                                                               | elettrico e a pedale                                                                               | elettrico e a pedale | elettrico e a pedale | elettrico e a pedale |
| Ciclistica                                      | | | | | |
| Telaio                                          | monotrave sdoppiate in tubi di acciaio                                                             | monotrave sdoppiate in tubi di acciaio                                                             | monotrave sdoppiate in tubi di acciaio | monotrave sdoppiate in tubi di acciaio | monotrave sdoppiate in tubi di acciaio |
| Sospensioni                                     | Anteriore: forcella telescopica da 35 mm / Posteriore: monoammortizzatore idraulico                | Anteriore: forcella telescopica da 35 mm / Posteriore: monoammortizzatore idraulico                | Anteriore: forcella telescopica da 35 mm / Posteriore: monoammortizzatore idraulico                                                                        | Anteriore: forcella telescopica da 35 mm / Posteriore: monoammortizzatore idraulico                                                                        | Anteriore: forcella telescopica da 35 mm / Posteriore: monoammortizzatore idraulico                                                                        |
| Freni                                           | Anteriore: a disco da 240 mm con pinza fissa a doppio pistoncino / Posteriore: a tamburo da 130 mm | Anteriore: a disco da 240 mm con pinza fissa a doppio pistoncino / Posteriore: a tamburo da 130 mm | Anteriore: a disco da 240 mm con pinza fissa a doppio pistoncino / Posteriore: a tamburo da 130 mm                                                         | Anteriore: a disco da 240 mm con pinza fissa a doppio pistoncino / Posteriore: a tamburo da 130 mm                                                         | Anteriore: a disco da 240 mm con pinza fissa a doppio pistoncino / Posteriore: a tamburo da 130 mm                                                         |
| Pneumatici                                      | anteriore 2.75-21 su cerchio con canale da 1,6" posteriore 4.60-17 su cerchio con canale da 2,15"  | anteriore 2.75-21 su cerchio con canale da 1,6" posteriore 4.60-17 su cerchio con canale da 2,15"  | anteriore 2.75-21 su cerchio con canale da 1,6" posteriore 4.60-17 su cerchio con canale da 2,15"                                                          | anteriore 2.75-21 su cerchio con canale da 1,6" posteriore 4.60-17 su cerchio con canale da 2,15"                                                          | anteriore 2.75-21 su cerchio con canale da 1,6" posteriore 4.60-17 su cerchio con canale da 2,15"                                                          |
| Fonte dei dati:                                 | | | | | |

| Caratteristiche tecniche - Cagiva Elefant 2 200 | Caratteristiche tecniche - Cagiva Elefant 2 200                                     | Caratteristiche tecniche - Cagiva Elefant 2 200                                     | Caratteristiche tecniche - Cagiva Elefant 2 200                                     | Caratteristiche tecniche - Cagiva Elefant 2 200                                     | Caratteristiche tecniche - Cagiva Elefant 2 200                                     |
| Dimensioni e pesi                               | Dimensioni e pesi                                                                   | Dimensioni e pesi                                                                   | Dimensioni e pesi                                                                   | Dimensioni e pesi                                                                   | Dimensioni e pesi                                                                   |
| ----------------------------------------------- | ----------------------------------------------------------------------------------- | ----------------------------------------------------------------------------------- | ----------------------------------------------------------------------------------- | ----------------------------------------------------------------------------------- | ----------------------------------------------------------------------------------- |
| Ingombri (lungh.×largh.×alt.)                   | 2135 × 900 × 1240 mm                                                                | 2135 × 900 × 1240 mm                                                                | 2135 × 900 × 1240 mm                                                                | 2135 × 900 × 1240 mm                                                                | 2135 × 900 × 1240 mm                                                                |
| Altezze                                         | Sella: 880 mm - Minima da terra: 230 mm                                             | Sella: 880 mm - Minima da terra: 230 mm                                             | Sella: 880 mm - Minima da terra: 230 mm                                             | Sella: 880 mm - Minima da terra: 230 mm                                             | Sella: 880 mm - Minima da terra: 230 mm                                             |
| Interasse: 1385 mm                              | Interasse: 1385 mm                                                                  | Massa a vuoto: 128 kg                                                               | Massa a vuoto: 128 kg                                                               | Serbatoio: 15,5 l                                                                   | Serbatoio: 15,5 l                                                                   |
| Meccanica                                       |                                                                                     |                                                                                     |                                                                                     |                                                                                     |                                                                                     |
| Tipo motore: monocilindrico, a 2 tempi          | Tipo motore: monocilindrico, a 2 tempi                                              | Tipo motore: monocilindrico, a 2 tempi                                              | Tipo motore: monocilindrico, a 2 tempi                                              | Raffreddamento: a liquido                                                           | Raffreddamento: a liquido                                                           |
| Cilindrata                                      | 190,38 cm³ (Alesaggio 67 × Corsa 54 mm)                                             | 190,38 cm³ (Alesaggio 67 × Corsa 54 mm)                                             | 190,38 cm³ (Alesaggio 67 × Corsa 54 mm)                                             | 190,38 cm³ (Alesaggio 67 × Corsa 54 mm)                                             | 190,38 cm³ (Alesaggio 67 × Corsa 54 mm)                                             |
| Distribuzione: lamellare                        | Distribuzione: lamellare                                                            | Distribuzione: lamellare                                                            | Alimentazione: Carburatore Dell'Orto PHBL 25 BD                                     | Alimentazione: Carburatore Dell'Orto PHBL 25 BD                                     | Alimentazione: Carburatore Dell'Orto PHBL 25 BD                                     |
| Potenza: 25,3 cv a 8.000 rpm                    | Potenza: 25,3 cv a 8.000 rpm                                                        | Coppia: 2,20 kg m a 7.500 rpm                                                       | Coppia: 2,20 kg m a 7.500 rpm                                                       | Rapporto di compressione: 11,9:1                                                    | Rapporto di compressione: 11,9:1                                                    |
| Frizione: multidisco in bagno d'olio            | Frizione: multidisco in bagno d'olio                                                | Frizione: multidisco in bagno d'olio                                                | Cambio: sequenziale a 6 rapporti                                                    | Cambio: sequenziale a 6 rapporti                                                    | Cambio: sequenziale a 6 rapporti                                                    |
| Accensione                                      | elettronica                                                                         | elettronica                                                                         | elettronica                                                                         | elettronica                                                                         | elettronica                                                                         |
| Trasmissione                                    | a catena                                                                            | a catena                                                                            | a catena                                                                            | a catena                                                                            | a catena                                                                            |
| Avviamento                                      | elettrico e a pedale                                                                | elettrico e a pedale                                                                | elettrico e a pedale                                                                | elettrico e a pedale                                                                | elettrico e a pedale                                                                |
| Ciclistica                                      |                                                                                     |                                                                                     |                                                                                     |                                                                                     |                                                                                     |
| Sospensioni                                     | Anteriore: forcella telescopica da 35 mm / Posteriore: monoammortizzatore idraulico | Anteriore: forcella telescopica da 35 mm / Posteriore: monoammortizzatore idraulico | Anteriore: forcella telescopica da 35 mm / Posteriore: monoammortizzatore idraulico | Anteriore: forcella telescopica da 35 mm / Posteriore: monoammortizzatore idraulico | Anteriore: forcella telescopica da 35 mm / Posteriore: monoammortizzatore idraulico |
| Freni                                           | Anteriore: a disco / Posteriore: a tamburo                                          | Anteriore: a disco / Posteriore: a tamburo                                          | Anteriore: a disco / Posteriore: a tamburo                                          | Anteriore: a disco / Posteriore: a tamburo                                          | Anteriore: a disco / Posteriore: a tamburo                                          |
| Pneumatici                                      | anteriore 3.00-21; posteriore 4.60-17                                               | anteriore 3.00-21; posteriore 4.60-17                                               | anteriore 3.00-21; posteriore 4.60-17                                               | anteriore 3.00-21; posteriore 4.60-17                                               | anteriore 3.00-21; posteriore 4.60-17                                               |
| Fonte dei dati:                                 |                                                                                     |                                                                                     |                                                                                     |                                                                                     |                                                                                     |

| Caratteristiche tecniche - Cagiva Elefant 350 | Caratteristiche tecniche - Cagiva Elefant 350                                                                       | Caratteristiche tecniche - Cagiva Elefant 350                                                                       | Caratteristiche tecniche - Cagiva Elefant 350                                                                              | Caratteristiche tecniche - Cagiva Elefant 350                                                                              | Caratteristiche tecniche - Cagiva Elefant 350                                                                              |
| Dimensioni e pesi                             | Dimensioni e pesi                                                                                                   | Dimensioni e pesi                                                                                                   | Dimensioni e pesi | Dimensioni e pesi | Dimensioni e pesi |
| --------------------------------------------- | --- | --- | --- | --- | --- |
| Ingombri (lungh.×largh.×alt.)                 | 2290 × 845 × 1275 mm                                                                                                | 2290 × 845 × 1275 mm                                                                                                | 2290 × 845 × 1275 mm | 2290 × 845 × 1275 mm | 2290 × 845 × 1275 mm |
| Altezze                                       | Sella: 905 mm - Minima da terra: 240 mm - Pedane: 390 mm                                                            | Sella: 905 mm - Minima da terra: 240 mm - Pedane: 390 mm                                                            | Sella: 905 mm - Minima da terra: 240 mm - Pedane: 390 mm                                                                   | Sella: 905 mm - Minima da terra: 240 mm - Pedane: 390 mm                                                                   | Sella: 905 mm - Minima da terra: 240 mm - Pedane: 390 mm                                                                   |
| Interasse: 1520 mm                            | Interasse: 1520 mm                                                                                                  | Massa a vuoto: 189 kg a secco kg                                                                                    | Massa a vuoto: 189 kg a secco kg                                                                                           | Serbatoio: 17,5 l di cui 5 di riserva                                                                                      | Serbatoio: 17,5 l di cui 5 di riserva                                                                                      |
| Meccanica                                     | | | | | |
| Tipo motore: Bicilindrico desmo, a 4 tempi    | Tipo motore: Bicilindrico desmo, a 4 tempi                                                                          | Tipo motore: Bicilindrico desmo, a 4 tempi                                                                          | Tipo motore: Bicilindrico desmo, a 4 tempi                                                                                 | Raffreddamento: ad aria | Raffreddamento: ad aria |
| Cilindrata                                    | 349 cm³ (Alesaggio 66,0 × Corsa 51,0 mm)                                                                            | 349 cm³ (Alesaggio 66,0 × Corsa 51,0 mm)                                                                            | 349 cm³ (Alesaggio 66,0 × Corsa 51,0 mm)                                                                                   | 349 cm³ (Alesaggio 66,0 × Corsa 51,0 mm)                                                                                   | 349 cm³ (Alesaggio 66,0 × Corsa 51,0 mm)                                                                                   |
| Distribuzione: desmodromica a due valvole     | Distribuzione: desmodromica a due valvole                                                                           | Distribuzione: desmodromica a due valvole                                                                           | Alimentazione: Carburatore Dell'Orto PHF 30 DD                                                                             | Alimentazione: Carburatore Dell'Orto PHF 30 DD                                                                             | Alimentazione: Carburatore Dell'Orto PHF 30 DD                                                                             |
| Potenza: 33 cv a 8.000 rpm                    | Potenza: 33 cv a 8.000 rpm                                                                                          | Coppia: 2,77Kgm a 7.500 rpm                                                                                         | Coppia: 2,77Kgm a 7.500 rpm                                                                                                | Rapporto di compressione: 10,3:1                                                                                           | Rapporto di compressione: 10,3:1                                                                                           |
| Frizione: multidisco a bagno d'olio           | Frizione: multidisco a bagno d'olio                                                                                 | Frizione: multidisco a bagno d'olio                                                                                 | Cambio: sequenziale a 5 rapporti 1°: 14/43 (3,071) 2°: 20/37 (1,850) 3°: 24/32 (1,333) 4°: 27/29 (1,074) 5°: 29/28 (0,965) | Cambio: sequenziale a 5 rapporti 1°: 14/43 (3,071) 2°: 20/37 (1,850) 3°: 24/32 (1,333) 4°: 27/29 (1,074) 5°: 29/28 (0,965) | Cambio: sequenziale a 5 rapporti 1°: 14/43 (3,071) 2°: 20/37 (1,850) 3°: 24/32 (1,333) 4°: 27/29 (1,074) 5°: 29/28 (0,965) |
| Accensione                                    | elettronica Ducati Bosch a scarica induttiva                                                                        | elettronica Ducati Bosch a scarica induttiva                                                                        | elettronica Ducati Bosch a scarica induttiva                                                                               | elettronica Ducati Bosch a scarica induttiva                                                                               | elettronica Ducati Bosch a scarica induttiva                                                                               |
| Trasmissione                                  | primaria a ingranaggi elicoidali 36/71 (1,972); secondaria a catena 14/50 (3,571)                                   | primaria a ingranaggi elicoidali 36/71 (1,972); secondaria a catena 14/50 (3,571)                                   | primaria a ingranaggi elicoidali 36/71 (1,972); secondaria a catena 14/50 (3,571)                                          | primaria a ingranaggi elicoidali 36/71 (1,972); secondaria a catena 14/50 (3,571)                                          | primaria a ingranaggi elicoidali 36/71 (1,972); secondaria a catena 14/50 (3,571)                                          |
| Avviamento                                    | elettrico e a pedale                                                                                                | elettrico e a pedale                                                                                                | elettrico e a pedale | elettrico e a pedale | elettrico e a pedale |
| Ciclistica                                    | | | | | |
| Telaio                                        | a doppia culla a tubi quadrati in acciaio                                                                           | a doppia culla a tubi quadrati in acciaio                                                                           | a doppia culla a tubi quadrati in acciaio                                                                                  | a doppia culla a tubi quadrati in acciaio                                                                                  | a doppia culla a tubi quadrati in acciaio                                                                                  |
| Sospensioni                                   | Anteriore: forcella telescopica da 45 mm della "MARZOCCHI" / Posteriore: monoammortizzatore idraulico dell'"Öhlins" | Anteriore: forcella telescopica da 45 mm della "MARZOCCHI" / Posteriore: monoammortizzatore idraulico dell'"Öhlins" | Anteriore: forcella telescopica da 45 mm della "MARZOCCHI" / Posteriore: monoammortizzatore idraulico dell'"Öhlins"        | Anteriore: forcella telescopica da 45 mm della "MARZOCCHI" / Posteriore: monoammortizzatore idraulico dell'"Öhlins"        | Anteriore: forcella telescopica da 45 mm della "MARZOCCHI" / Posteriore: monoammortizzatore idraulico dell'"Öhlins"        |
| Freni                                         | Anteriore: a disco da 260 mm flottante / Posteriore: a disco da 240 mm                                              | Anteriore: a disco da 260 mm flottante / Posteriore: a disco da 240 mm                                              | Anteriore: a disco da 260 mm flottante / Posteriore: a disco da 240 mm                                                     | Anteriore: a disco da 260 mm flottante / Posteriore: a disco da 240 mm                                                     | Anteriore: a disco da 260 mm flottante / Posteriore: a disco da 240 mm                                                     |
| Pneumatici                                    | anteriore 90/90-21; posteriore 130/90-17                                                                            | anteriore 90/90-21; posteriore 130/90-17                                                                            | anteriore 90/90-21; posteriore 130/90-17                                                                                   | anteriore 90/90-21; posteriore 130/90-17                                                                                   | anteriore 90/90-21; posteriore 130/90-17                                                                                   |
| Prestazioni dichiarate                        | | | | | |
| Velocità massima                              | 149,60 km/h | 149,60 km/h | 149,60 km/h | 149,60 km/h | 149,60 km/h |
| Fonte dei dati: Motociclismo novembre 1985    | | | | | |

| Caratteristiche tecniche - Cagiva Elefant 650 (650 USA) | Caratteristiche tecniche - Cagiva Elefant 650 (650 USA)                                                             | Caratteristiche tecniche - Cagiva Elefant 650 (650 USA)                                                             | Caratteristiche tecniche - Cagiva Elefant 650 (650 USA)                                                                    | Caratteristiche tecniche - Cagiva Elefant 650 (650 USA)                                                                    | Caratteristiche tecniche - Cagiva Elefant 650 (650 USA)                                                                    |
| Dimensioni e pesi                                       | Dimensioni e pesi                                                                                                   | Dimensioni e pesi                                                                                                   | Dimensioni e pesi | Dimensioni e pesi | Dimensioni e pesi |
| ------------------------------------------------------- | --- | --- | --- | --- | --- |
| Ingombri (lungh.×largh.×alt.)                           | 2290 × 845 × 1275 mm                                                                                                | 2290 × 845 × 1275 mm                                                                                                | 2290 × 845 × 1275 mm | 2290 × 845 × 1275 mm | 2290 × 845 × 1275 mm |
| Altezze                                                 | Sella: 905 mm - Minima da terra: 240 mm - Pedane: 390 mm                                                            | Sella: 905 mm - Minima da terra: 240 mm - Pedane: 390 mm                                                            | Sella: 905 mm - Minima da terra: 240 mm - Pedane: 390 mm                                                                   | Sella: 905 mm - Minima da terra: 240 mm - Pedane: 390 mm                                                                   | Sella: 905 mm - Minima da terra: 240 mm - Pedane: 390 mm                                                                   |
| Interasse: 1520 mm                                      | Interasse: 1520 mm                                                                                                  | Massa a vuoto: 191 kg a secco kg                                                                                    | Massa a vuoto: 191 kg a secco kg                                                                                           | Serbatoio: 17,5 l di cui 5 di riserva                                                                                      | Serbatoio: 17,5 l di cui 5 di riserva                                                                                      |
| Meccanica                                               | | | | | |
| Tipo motore: Bicilindrico desmo, a 4 tempi              | Tipo motore: Bicilindrico desmo, a 4 tempi                                                                          | Tipo motore: Bicilindrico desmo, a 4 tempi                                                                          | Tipo motore: Bicilindrico desmo, a 4 tempi                                                                                 | Raffreddamento: ad aria | Raffreddamento: ad aria |
| Cilindrata                                              | 649,6 cm³ (Alesaggio 82,0 × Corsa 61,5 mm)                                                                          | 649,6 cm³ (Alesaggio 82,0 × Corsa 61,5 mm)                                                                          | 649,6 cm³ (Alesaggio 82,0 × Corsa 61,5 mm)                                                                                 | 649,6 cm³ (Alesaggio 82,0 × Corsa 61,5 mm)                                                                                 | 649,6 cm³ (Alesaggio 82,0 × Corsa 61,5 mm)                                                                                 |
| Distribuzione: desmodromica a due valvole per cilindro  | Distribuzione: desmodromica a due valvole per cilindro                                                              | Distribuzione: desmodromica a due valvole per cilindro                                                              | Alimentazione: 2 carburatori Dell'Orto PHF 36 DD                                                                           | Alimentazione: 2 carburatori Dell'Orto PHF 36 DD                                                                           | Alimentazione: 2 carburatori Dell'Orto PHF 36 DD                                                                           |
| Potenza: (38,6 kW (52,4 CV) a 7.500 rpm)                | Potenza: (38,6 kW (52,4 CV) a 7.500 rpm)                                                                            | Coppia: 5,86kgm a 6.000rpm                                                                                          | Coppia: 5,86kgm a 6.000rpm                                                                                                 | Rapporto di compressione: 10:1                                                                                             | Rapporto di compressione: 10:1                                                                                             |
| Frizione: multidisco a bagno d'olio                     | Frizione: multidisco a bagno d'olio                                                                                 | Frizione: multidisco a bagno d'olio                                                                                 | Cambio: sequenziale a 5 rapporti 1°: 14/43 (3,071) 2°: 20/37 (1,850) 3°: 24/32 (1,333) 4°: 27/29 (1,074) 5°: 29/27 (0,931) | Cambio: sequenziale a 5 rapporti 1°: 14/43 (3,071) 2°: 20/37 (1,850) 3°: 24/32 (1,333) 4°: 27/29 (1,074) 5°: 29/27 (0,931) | Cambio: sequenziale a 5 rapporti 1°: 14/43 (3,071) 2°: 20/37 (1,850) 3°: 24/32 (1,333) 4°: 27/29 (1,074) 5°: 29/27 (0,931) |
| Accensione                                              | elettronica Ducati Bosch a scarica induttiva                                                                        | elettronica Ducati Bosch a scarica induttiva                                                                        | elettronica Ducati Bosch a scarica induttiva                                                                               | elettronica Ducati Bosch a scarica induttiva                                                                               | elettronica Ducati Bosch a scarica induttiva                                                                               |
| Trasmissione                                            | primaria a ingranaggi elicoidali 36/71 (1,972); secondaria a catena 14/44 (3,143)                                   | primaria a ingranaggi elicoidali 36/71 (1,972); secondaria a catena 14/44 (3,143)                                   | primaria a ingranaggi elicoidali 36/71 (1,972); secondaria a catena 14/44 (3,143)                                          | primaria a ingranaggi elicoidali 36/71 (1,972); secondaria a catena 14/44 (3,143)                                          | primaria a ingranaggi elicoidali 36/71 (1,972); secondaria a catena 14/44 (3,143)                                          |
| Avviamento                                              | elettrico e a pedale                                                                                                | elettrico e a pedale                                                                                                | elettrico e a pedale | elettrico e a pedale | elettrico e a pedale |
| Ciclistica                                              | | | | | |
| Telaio                                                  | a doppia culla a tubi quadrati in acciaio                                                                           | a doppia culla a tubi quadrati in acciaio                                                                           | a doppia culla a tubi quadrati in acciaio                                                                                  | a doppia culla a tubi quadrati in acciaio                                                                                  | a doppia culla a tubi quadrati in acciaio                                                                                  |
| Sospensioni                                             | Anteriore: forcella telescopica da 45 mm della "MARZOCCHI" / Posteriore: monoammortizzatore idraulico dell'"Öhlins" | Anteriore: forcella telescopica da 45 mm della "MARZOCCHI" / Posteriore: monoammortizzatore idraulico dell'"Öhlins" | Anteriore: forcella telescopica da 45 mm della "MARZOCCHI" / Posteriore: monoammortizzatore idraulico dell'"Öhlins"        | Anteriore: forcella telescopica da 45 mm della "MARZOCCHI" / Posteriore: monoammortizzatore idraulico dell'"Öhlins"        | Anteriore: forcella telescopica da 45 mm della "MARZOCCHI" / Posteriore: monoammortizzatore idraulico dell'"Öhlins"        |
| Freni                                                   | Anteriore: a disco da 260 mm / Posteriore: a disco da 240 mm                                                        | Anteriore: a disco da 260 mm / Posteriore: a disco da 240 mm                                                        | Anteriore: a disco da 260 mm / Posteriore: a disco da 240 mm                                                               | Anteriore: a disco da 260 mm / Posteriore: a disco da 240 mm                                                               | Anteriore: a disco da 260 mm / Posteriore: a disco da 240 mm                                                               |
| Pneumatici                                              | anteriore 90/90-21; posteriore 130/90-17                                                                            | anteriore 90/90-21; posteriore 130/90-17                                                                            | anteriore 90/90-21; posteriore 130/90-17                                                                                   | anteriore 90/90-21; posteriore 130/90-17                                                                                   | anteriore 90/90-21; posteriore 130/90-17                                                                                   |
| Prestazioni dichiarate                                  | | | | | |
| Velocità massima                                        | 172,4 km/h | 172,4 km/h | 172,4 km/h | 172,4 km/h | 172,4 km/h |
| Consumo                                                 | 15,2 km/lt | 15,2 km/lt | 15,2 km/lt | 15,2 km/lt | 15,2 km/lt |
| Fonte dei dati:                                         | | | | | |

| Caratteristiche tecniche - Cagiva Elefant 750 | Caratteristiche tecniche - Cagiva Elefant 750                                                                                       | Caratteristiche tecniche - Cagiva Elefant 750                                                                                       | Caratteristiche tecniche - Cagiva Elefant 750                                                                                       | Caratteristiche tecniche - Cagiva Elefant 750                                                                                       | Caratteristiche tecniche - Cagiva Elefant 750                                                                                       |
| Dimensioni e pesi                             | Dimensioni e pesi | Dimensioni e pesi | Dimensioni e pesi | Dimensioni e pesi | Dimensioni e pesi |
| --------------------------------------------- | --- | --- | --- | --- | --- |
| Ingombri (lungh.×largh.×alt.)                 | 2200 × 915 × 1360 mm | 2200 × 915 × 1360 mm | 2200 × 915 × 1360 mm | 2200 × 915 × 1360 mm | 2200 × 915 × 1360 mm |
| Altezze                                       | Sella: 835 mm - Minima da terra: 210 mm                                                                                             | Sella: 835 mm - Minima da terra: 210 mm                                                                                             | Sella: 835 mm - Minima da terra: 210 mm                                                                                             | Sella: 835 mm - Minima da terra: 210 mm                                                                                             | Sella: 835 mm - Minima da terra: 210 mm                                                                                             |
| Interasse: 1560 mm                            | Interasse: 1560 mm | Massa a vuoto: 188 kg, in ordine di marcia 205 kg                                                                                   | Massa a vuoto: 188 kg, in ordine di marcia 205 kg                                                                                   | Serbatoio: 22 l di cui 6 di riserva                                                                                                 | Serbatoio: 22 l di cui 6 di riserva                                                                                                 |
| Meccanica                                     | | | | | |
| Tipo motore: Bicilindrico, a 4 tempi          | Tipo motore: Bicilindrico, a 4 tempi                                                                                                | Tipo motore: Bicilindrico, a 4 tempi                                                                                                | Tipo motore: Bicilindrico, a 4 tempi                                                                                                | Raffreddamento: ad aria e olio | Raffreddamento: ad aria e olio |
| Cilindrata                                    | 748 cm³ (Alesaggio 88,0 × Corsa 61,5 mm)                                                                                            | 748 cm³ (Alesaggio 88,0 × Corsa 61,5 mm)                                                                                            | 748 cm³ (Alesaggio 88,0 × Corsa 61,5 mm)                                                                                            | 748 cm³ (Alesaggio 88,0 × Corsa 61,5 mm)                                                                                            | 748 cm³ (Alesaggio 88,0 × Corsa 61,5 mm)                                                                                            |
| Distribuzione: desmodromica a due valvole     | Distribuzione: desmodromica a due valvole                                                                                           | Distribuzione: desmodromica a due valvole                                                                                           | Alimentazione: Carburatore Bing da 32, dal '94 Mikuni SE DBST 38 B 148 con comando desmodromico                                     | Alimentazione: Carburatore Bing da 32, dal '94 Mikuni SE DBST 38 B 148 con comando desmodromico                                     | Alimentazione: Carburatore Bing da 32, dal '94 Mikuni SE DBST 38 B 148 con comando desmodromico                                     |
| Potenza: 44 kW (60 cv) a 7.000 rpm            | Potenza: 44 kW (60 cv) a 7.000 rpm                                                                                                  | Coppia: 7 kgm - 5500 rpm | Coppia: 7 kgm - 5500 rpm | Rapporto di compressione: 9 ± 0,5:1                                                                                                 | Rapporto di compressione: 9 ± 0,5:1                                                                                                 |
| Frizione: multidisco in bagno d'olio          | Frizione: multidisco in bagno d'olio                                                                                                | Frizione: multidisco in bagno d'olio                                                                                                | Cambio: sequenziale a 5 rapporti 1°: 16/40 (2,500) 2°: 21/36 (1,715) 3°: 24/32 (1,333) 4°: 27/29 (1,074) 5°: 29/28 (0,965)          | Cambio: sequenziale a 5 rapporti 1°: 16/40 (2,500) 2°: 21/36 (1,715) 3°: 24/32 (1,333) 4°: 27/29 (1,074) 5°: 29/28 (0,965)          | Cambio: sequenziale a 5 rapporti 1°: 16/40 (2,500) 2°: 21/36 (1,715) 3°: 24/32 (1,333) 4°: 27/29 (1,074) 5°: 29/28 (0,965)          |
| Accensione                                    | elettronica | elettronica | elettronica | elettronica | elettronica |
| Trasmissione                                  | primaria a ingranaggi 31/62 (2); secondaria a catena 15/46 (3,066)                                                                  | primaria a ingranaggi 31/62 (2); secondaria a catena 15/46 (3,066)                                                                  | primaria a ingranaggi 31/62 (2); secondaria a catena 15/46 (3,066)                                                                  | primaria a ingranaggi 31/62 (2); secondaria a catena 15/46 (3,066)                                                                  | primaria a ingranaggi 31/62 (2); secondaria a catena 15/46 (3,066)                                                                  |
| Avviamento                                    | elettrico | elettrico | elettrico | elettrico | elettrico |
| Ciclistica                                    | | | | | |
| Telaio                                        | a doppia culla a tubi quadrati in acciaio                                                                                           | a doppia culla a tubi quadrati in acciaio                                                                                           | a doppia culla a tubi quadrati in acciaio                                                                                           | a doppia culla a tubi quadrati in acciaio                                                                                           | a doppia culla a tubi quadrati in acciaio                                                                                           |
| Sospensioni                                   | Anteriore: forcella telescopica da 45 mm della "MARZOCCHI" / Posteriore: monoammortizzatore idraulico dell'"Öhlins", dal '94 "Boge" | Anteriore: forcella telescopica da 45 mm della "MARZOCCHI" / Posteriore: monoammortizzatore idraulico dell'"Öhlins", dal '94 "Boge" | Anteriore: forcella telescopica da 45 mm della "MARZOCCHI" / Posteriore: monoammortizzatore idraulico dell'"Öhlins", dal '94 "Boge" | Anteriore: forcella telescopica da 45 mm della "MARZOCCHI" / Posteriore: monoammortizzatore idraulico dell'"Öhlins", dal '94 "Boge" | Anteriore: forcella telescopica da 45 mm della "MARZOCCHI" / Posteriore: monoammortizzatore idraulico dell'"Öhlins", dal '94 "Boge" |
| Freni                                         | Anteriore: a disco da 296 mm / Posteriore: a disco da 240 mm                                                                        | Anteriore: a disco da 296 mm / Posteriore: a disco da 240 mm                                                                        | Anteriore: a disco da 296 mm / Posteriore: a disco da 240 mm                                                                        | Anteriore: a disco da 296 mm / Posteriore: a disco da 240 mm                                                                        | Anteriore: a disco da 296 mm / Posteriore: a disco da 240 mm                                                                        |
| Pneumatici                                    | anteriore 90/90-19; posteriore 130/80-17                                                                                            | anteriore 90/90-19; posteriore 130/80-17                                                                                            | anteriore 90/90-19; posteriore 130/80-17                                                                                            | anteriore 90/90-19; posteriore 130/80-17                                                                                            | anteriore 90/90-19; posteriore 130/80-17                                                                                            |
| Fonte dei dati:                               | | | | | |

| Caratteristiche tecniche - Cagiva Elefant 900 [GT]                          | Caratteristiche tecniche - Cagiva Elefant 900 [GT] | Caratteristiche tecniche - Cagiva Elefant 900 [GT] | Caratteristiche tecniche - Cagiva Elefant 900 [GT] | Caratteristiche tecniche - Cagiva Elefant 900 [GT] | Caratteristiche tecniche - Cagiva Elefant 900 [GT] |
| --------------------------------------------------------------------------- | --- | --- | --- | --- | --- |
|                                                                             | | | | | |
| Dimensioni e pesi                                                           | | | | | |
| Ingombri (lungh.×largh.×alt.)                                               | 2295 × 860 × 970 mm | 2295 × 860 × 970 mm | 2295 × 860 × 970 mm | 2295 × 860 × 970 mm | 2295 × 860 × 970 mm |
| Altezze                                                                     | Sella: 900 mm - Minima da terra: 260 mm | Sella: 900 mm - Minima da terra: 260 mm | Sella: 900 mm - Minima da terra: 260 mm | Sella: 900 mm - Minima da terra: 260 mm | Sella: 900 mm - Minima da terra: 260 mm |
| Interasse: 1570 mm                                                          | Interasse: 1570 mm | Massa a vuoto: 189 kg a secco, in ordine di marcia 208 kg | Massa a vuoto: 189 kg a secco, in ordine di marcia 208 kg | Serbatoio: 24, dal '93 serbatoio da 22 | Serbatoio: 24, dal '93 serbatoio da 22 |
| Meccanica                                                                   | | | | | |
| Tipo motore: Bicilindrico, a 4 tempi                                        | Tipo motore: Bicilindrico, a 4 tempi | Tipo motore: Bicilindrico, a 4 tempi | Tipo motore: Bicilindrico, a 4 tempi | Raffreddamento: ad aria e olio | Raffreddamento: ad aria e olio |
| Cilindrata                                                                  | 904 cm³ (Alesaggio 92,0 × Corsa 68,0 mm) | 904 cm³ (Alesaggio 92,0 × Corsa 68,0 mm) | 904 cm³ (Alesaggio 92,0 × Corsa 68,0 mm) | 904 cm³ (Alesaggio 92,0 × Corsa 68,0 mm) | 904 cm³ (Alesaggio 92,0 × Corsa 68,0 mm) |
| Distribuzione: desmodromica a due valvole                                   | Distribuzione: desmodromica a due valvole | Distribuzione: desmodromica a due valvole | Alimentazione: iniezione elettronica e Weber da 42 mm, dal '93 in poi Carburatore Mikuni BDST 38 B 135 con comando desmodromico | Alimentazione: iniezione elettronica e Weber da 42 mm, dal '93 in poi Carburatore Mikuni BDST 38 B 135 con comando desmodromico | Alimentazione: iniezione elettronica e Weber da 42 mm, dal '93 in poi Carburatore Mikuni BDST 38 B 135 con comando desmodromico |
| Potenza: 66 kW (90 cv) a 8.500 rpm, da '93 in poi 70 kW (95 cv) a 8.500 rpm | Potenza: 66 kW (90 cv) a 8.500 rpm, da '93 in poi 70 kW (95 cv) a 8.500 rpm | Coppia: 8 kgm - 5500 rpm | Coppia: 8 kgm - 5500 rpm | Rapporto di compressione: 9,2 ± 0,5:1 | Rapporto di compressione: 9,2 ± 0,5:1 |
| Frizione: multidisco in bagno d'olio                                        | Frizione: multidisco in bagno d'olio | Frizione: multidisco in bagno d'olio | Cambio: sequenziale a 5 rapporti 1°: 15/37 (2,466) 2°: 18/29 (1,611) 3°: 21/26 (1,238) 4°: 23/24 (1,043) 5°: 25/22 (0,880) a 6 rapporti dal '93 in poi e con la versione GT 1°: 15/37 (2,466) 2°: 17/30 (1,765) 3°: 20/27 (1,350) 4°: 22/24 (1,091) 5°: 24/23 (0,958) 6°: 28/24 (0,857) | Cambio: sequenziale a 5 rapporti 1°: 15/37 (2,466) 2°: 18/29 (1,611) 3°: 21/26 (1,238) 4°: 23/24 (1,043) 5°: 25/22 (0,880) a 6 rapporti dal '93 in poi e con la versione GT 1°: 15/37 (2,466) 2°: 17/30 (1,765) 3°: 20/27 (1,350) 4°: 22/24 (1,091) 5°: 24/23 (0,958) 6°: 28/24 (0,857) | Cambio: sequenziale a 5 rapporti 1°: 15/37 (2,466) 2°: 18/29 (1,611) 3°: 21/26 (1,238) 4°: 23/24 (1,043) 5°: 25/22 (0,880) a 6 rapporti dal '93 in poi e con la versione GT 1°: 15/37 (2,466) 2°: 17/30 (1,765) 3°: 20/27 (1,350) 4°: 22/24 (1,091) 5°: 24/23 (0,958) 6°: 28/24 (0,857) |
| Accensione                                                                  | elettronica | elettronica | elettronica | elettronica | elettronica |
| Trasmissione                                                                | primaria a ingranaggi 31/62 (2); secondaria a catena 14/46 (3,286) [15/46 (3,066)] | primaria a ingranaggi 31/62 (2); secondaria a catena 14/46 (3,286) [15/46 (3,066)] | primaria a ingranaggi 31/62 (2); secondaria a catena 14/46 (3,286) [15/46 (3,066)] | primaria a ingranaggi 31/62 (2); secondaria a catena 14/46 (3,286) [15/46 (3,066)] | primaria a ingranaggi 31/62 (2); secondaria a catena 14/46 (3,286) [15/46 (3,066)] |
| Avviamento                                                                  | elettrico | elettrico | elettrico | elettrico | elettrico |
| Ciclistica                                                                  | | | | | |
| Telaio                                                                      | a doppia culla a tubi quadrati in acciaio | a doppia culla a tubi quadrati in acciaio | a doppia culla a tubi quadrati in acciaio | a doppia culla a tubi quadrati in acciaio | a doppia culla a tubi quadrati in acciaio |
| Sospensioni                                                                 | Anteriore: forcella telescopica da 45 mm della "MARZOCCHI", dal '93 in poi "Showa" a steli rovesciati da 45 mm / Posteriore: monoammortizzatore idraulico dell'"Öhlins", dal '93 in poi "Boge" | Anteriore: forcella telescopica da 45 mm della "MARZOCCHI", dal '93 in poi "Showa" a steli rovesciati da 45 mm / Posteriore: monoammortizzatore idraulico dell'"Öhlins", dal '93 in poi "Boge" | Anteriore: forcella telescopica da 45 mm della "MARZOCCHI", dal '93 in poi "Showa" a steli rovesciati da 45 mm / Posteriore: monoammortizzatore idraulico dell'"Öhlins", dal '93 in poi "Boge"                                                                                          | Anteriore: forcella telescopica da 45 mm della "MARZOCCHI", dal '93 in poi "Showa" a steli rovesciati da 45 mm / Posteriore: monoammortizzatore idraulico dell'"Öhlins", dal '93 in poi "Boge"                                                                                          | Anteriore: forcella telescopica da 45 mm della "MARZOCCHI", dal '93 in poi "Showa" a steli rovesciati da 45 mm / Posteriore: monoammortizzatore idraulico dell'"Öhlins", dal '93 in poi "Boge"                                                                                          |
| Freni                                                                       | Anteriore: a disco da 296 mm con pinze nissin, dal '93 freno a doppio disco da 282 mm / Posteriore: a disco da 240 mm                                                                          | Anteriore: a disco da 296 mm con pinze nissin, dal '93 freno a doppio disco da 282 mm / Posteriore: a disco da 240 mm                                                                          | Anteriore: a disco da 296 mm con pinze nissin, dal '93 freno a doppio disco da 282 mm / Posteriore: a disco da 240 mm | Anteriore: a disco da 296 mm con pinze nissin, dal '93 freno a doppio disco da 282 mm / Posteriore: a disco da 240 mm | Anteriore: a disco da 296 mm con pinze nissin, dal '93 freno a doppio disco da 282 mm / Posteriore: a disco da 240 mm |
| Pneumatici                                                                  | anteriore 100/90-19 - posteriore 140/80-17 | anteriore 100/90-19 - posteriore 140/80-17 | anteriore 100/90-19 - posteriore 140/80-17 | anteriore 100/90-19 - posteriore 140/80-17 | anteriore 100/90-19 - posteriore 140/80-17 |
| Fonte dei dati:                                                             | | | | | |